# بخش برندس‌ولد، شهرستان پولک، مینه سوتا
بخش برندس‌ولد (به انگلیسی: Brandsvold Township) یک منطقهٔ مسکونی در ایالات متحده آمریکا است که در شهرستان پولک، مینه‌سوتا واقع شده‌است.
 بخش برندس‌ولد ۹۱٫۶ کیلومتر مربع مساحت و ۲۴۱ نفر جمعیت دارد و ۴۱۷ متر بالاتر از سطح دریا واقع شده‌است.